# David Depesseville

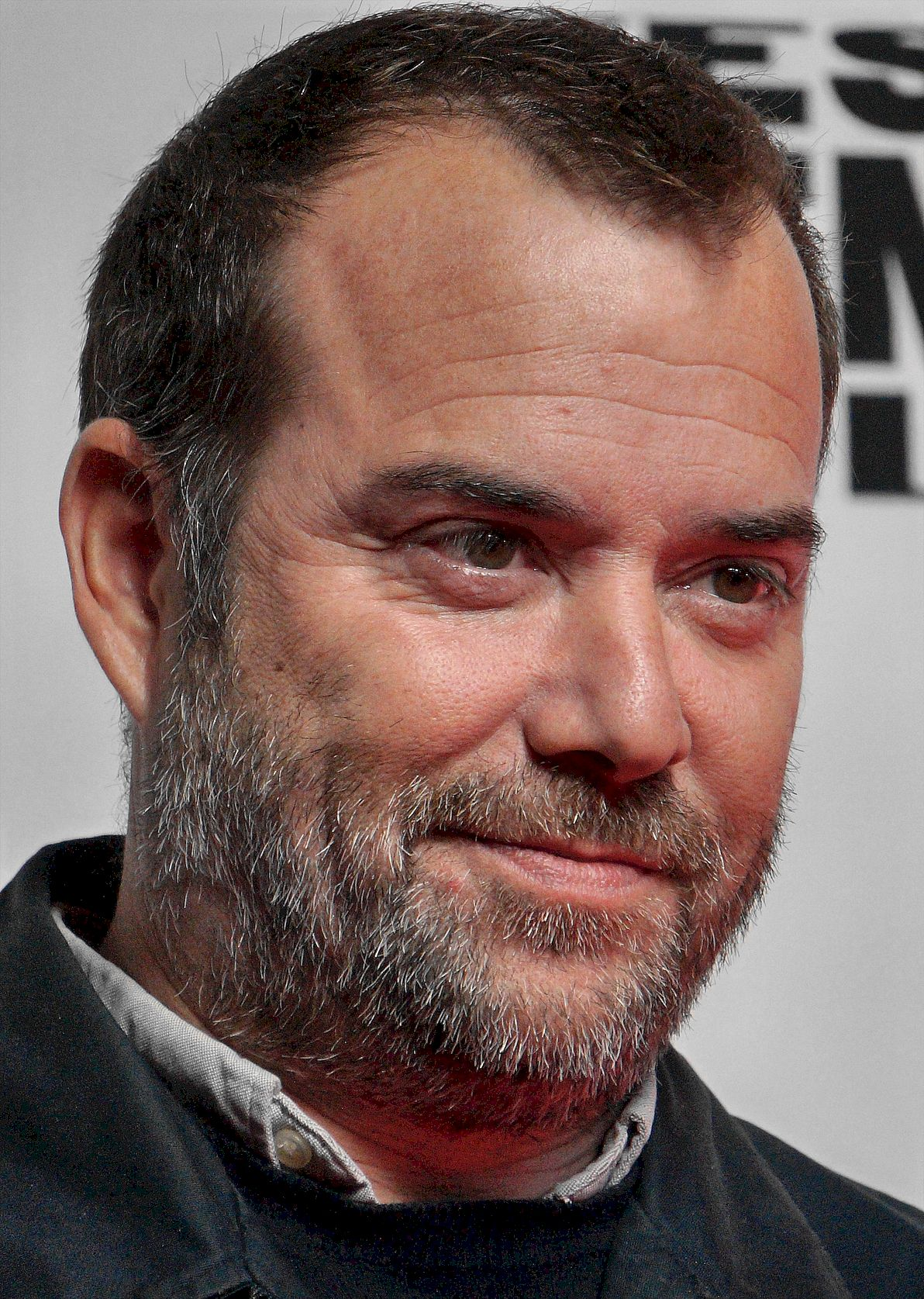
David Depesseville, 2023

David Depesseville (* 1976 in Nevers) ist ein französischer Drehbuchautor und Filmregisseur.

## Leben und Werk
David Depesseville absolvierte ein Filmstudium (Etudes cinématographiques et audiovisuelles) an der Université Paul Valéry in Montpellier. Zwischen 2005 und 2008 drehte er drei Kurzfilme. Weitere Erfahrungen beim Film sammelte er u. a. als Regieassistent von Sophie Letourneur in dem Film Gaby Baby Doll (2014). 2013 drehte er den Low-Budget-Film La Dernière plaine, in dem er zum ersten Mal mit dem Kameramann Simon Beaufils und dem Editor Martial Salomon zusammenarbeitete. Beide waren dann an Depessevilles erstem Spielfilm Astrakan
ebenfalls beteiligt. Astrakan hatte 2021 in Locarno Premiere, wo er für den Goldenen Leoparden nominiert war. Astrakan erhielt außerdem 7 weitere Nominierungen für internationale Filmpreise. Die US-Premiere des Films fand 2022 im Museum of Modern Art in New York statt.

## Filmografie
- 2005: Ci-gît l’amour, Kurzfilm,
- 2007: Le dépeuplé, Kurzfilm
- 2008: Les lendemains qui chantent, Kurzfilm
- 2013: La dernière plaine, Kurzfilm
- 2022: Astrakan